# محاصره شیزر
محاصره شیزر رویدادی است که طی جنگ‌های صلیبی از ۲۸ آوریل تا ۲۱ مه ۱۱۳۸ به وقوع پیوست و طی آن نیروهای متحد امپراتوری بیزانس، شاهزاده‌نشین انطاکیه و کنت‌نشین ادسا به سمت سوریه لشکرکشی کردند. پس از آنکه از رسیدن به هدف اصلی خود، یعنی شهر حلب، ناکام ماندند، نیروهای متحد بیزانس-فرانک پس تصرف برخی قلعه و مناطق، سرانجام شیزر، مرکز امارت منقذیان را محاصره کردند. نیروهای متحد با وجود تصرف شهر، اما در تصرف قلعه ناکام ماند؛ در نتیجه امیر شیزر مجبور به پرداخت غرامت شد و تحت‌الحمایه امپراتور بیزانس گردید. نیروهای زنگی، بزرگ‌ترین دولت مسلمان منطقه نیز با ارتش متحد درگیری‌های پراکنده داشت اما با توجه به تعداد و تجهیزات ارتش متحد، ریسک نبرد مستقیم را نپذیرفتند. این لشکرکشی ماهیت محدود حاکمیت بیزانس بر دولت‌های صلیبی شمالی و فقدان هدف مشترک بین شاهزادگان لاتین و امپراتور بیزانس را آشکار ساخت.

## پیش‌زمینه
پس از رهایی از تهدیدهای خارجی در بالکان و آناتولی، شکست مجارها در سال ۱۱۲۹ میلادی، و واداشتن ترک‌های آناتولی به حالت دفاعی از طریق یک سری عملیات نظامی از ۱۱۳۰ تا ۱۱۳۵، امپراتور بیزانس ژان دوم کومننوس توانست توجه خود را به شامات معطوف کند، جایی که در پی تقویت دعوی‌های امپراتوری خود بر دولت‌های صلیبی و اعمال حقوق و اقتدار خود بر انطاکیه بود. این مسئله به معاهده دیوول در سال ۱۱۰۸ برمی‌گشت، هرچند بیزانس در موقعیتی نبود که بتواند مفاد آن را بر دولت‌های صلیبی شمالی علی‌الخصوص شاهزاده‌نشین انطاکیه اعمال کند. مقدمه لازم برای لشکرکشی به سمت انطاکیه، بازیابی مجدد کنترل بیزانس بر کیلیکیه بود. در سال ۱۱۳۷، امپراتور بیزانس طرسوس، آدانا و موپسوئست را از شاهزاده‌نشین ارمنی کیلیکیه تسخیر کرد و در سال ۱۱۳۸ شاهزاده لوون یکم و بیشتر اعضای خاندانش به عنوان اسیر به قسطنطنیه فرستاده شدند.
تصرف کیلیکیه مسیر رسیدن به شاهزاده‌نشین انطاکیه را برای امپراتوری بیزانس و ژان دوم گشود. با نزدیک شدن ارتش بیزانس، ریموند پواتیه، شاهزاده انطاکیه، و ژوسلین دوم، کنت ادسا، بدو مقاومت و به سرعت حاکمیت امپراتور را به رسمیت شناختند. ژان نیز تسلیم بی‌قید و شرط انطاکیه را خواستار شد و ریموند پواتیه نیز پس از درخواست اجازه از فولک، پادشاه اورشلیم، موافقت کرد که شهر را به ژان واگذار کند. این توافق، که طی آن ریموند در مقابل ژان سوگند وفاداری کرد، آشکارا بر اساس معاهده دیوول بود، اما از آن فراتر رفت. ریموند، که به عنوان یک تابع امپراتوری برای انطاکیه به رسمیت شناخته شد، به امپراتور قول ورود آزادانه به انطاکیه را داد و متعهد شد که به محض فتح شهرهای حلب، شیزر، حمص و حماه از مسلمانان، شهر را در ازای این شهرها تحویل امپراتوری دهد. بدین ترتیب ریموند پس از لشکرکشی بر فتوحات جدید حکومت می‌کرد و انطاکیه به کنترل مستقیم امپراتوری بازمی‌گشت.

## لشکرکشی به سوریه
در فوریه، برای جلوگیری از درز اطلاعات آماده‌سازی نیروهای بیزانس-فرانک برای لشکرکشی به سمت سوریه، تمامی بازرگانان و مسافران از حلب و دیگر شهرهای مسلمان‌نشین بازداشت شدند. در مارس، ارتش امپراتوری، همراه با تجهیزات قابل توجه محاصره، نخست از کیلیکیه عازم انطاکیه شد تا در آنجا به نیروهای انطاکیه، ادسا و گروهی از شوالیه‌های معبد بپیوندد. پس از چند روز لشکرکشی، نیروهای متحد وارد قلمرو مسلمانان شده و نخست بلاط را متصرف شدند. در ۳ آوریل، نیروها به بزاعه رسیدند که این شهر در برابر آنها ۵ روز مقاومت کرد اما سرانجام تسلیم شد. غنایم زیادی که از این شهر به دست مسیحیان افتاد، به سمت انطاکیه فرستاده شد اما در میان راه کاروان این غنائم توسط نیروهای مسلمانان مورد حمله قرار گرفت و غارت شد. با این حال نیروهای بیزانس-فرانک امیدوار بودند که نیروهای مدافع حلب غافل‌گیر شوند. در همان ایام، عمادالدین زنگی، برجسته‌ترین رهبر مسلمانان در سوریه، مشغول در حال محاصره حماه بود که در اختیار نیروهای بوری بود. وی با اطلاع از محاصره‌شدن به سرعت درصدد تقویت آن برآمد. در ۲۰ آوریل، نیروهای مسیحی حمله‌ای را برای تصرف کامل حلب ترتیب دادند اما با توجه استحکامات آن ناکام ماندند. ژان کیناموس، وقایع‌نگار یونانی، گزارش می‌دهد که کمبود آب در اطراف حلب و همچنین استحکامات آن و رسیدن خبر عزیمت زنگی به سمت حلب سبب شد تا نیروهای متحد از محاصره حلب عقب‌نشینی کنند. امپراتور بیزانس سپس شور و مشورت با سایر رهبران، ارتش را با هدف تسخیر شهر شیزر به سمت جنوب حرکت داد. در مسیر قلعه‌های اثارب، معرة النعمان و کفرتاب نیز توسط نیروهای مسیحی تصرف شدند. دلیل انتخاب شیزر احتمالاً به این دلیل بود که یک امیرنشین مستقل بود که در اختیار بنی منقذ بود، و بنابراین به همین دلیل و نداشتن اهمیت آن شهر برای عمادالدین زنگی ممکن بود نیروهای زنگی برای کمک به شیزر عازم این شهر نشود. با این حال تصرف شیزر، شهر حماه را در معرض سقوط و تصرف قرار می‌داد.

### محاصره شیزر

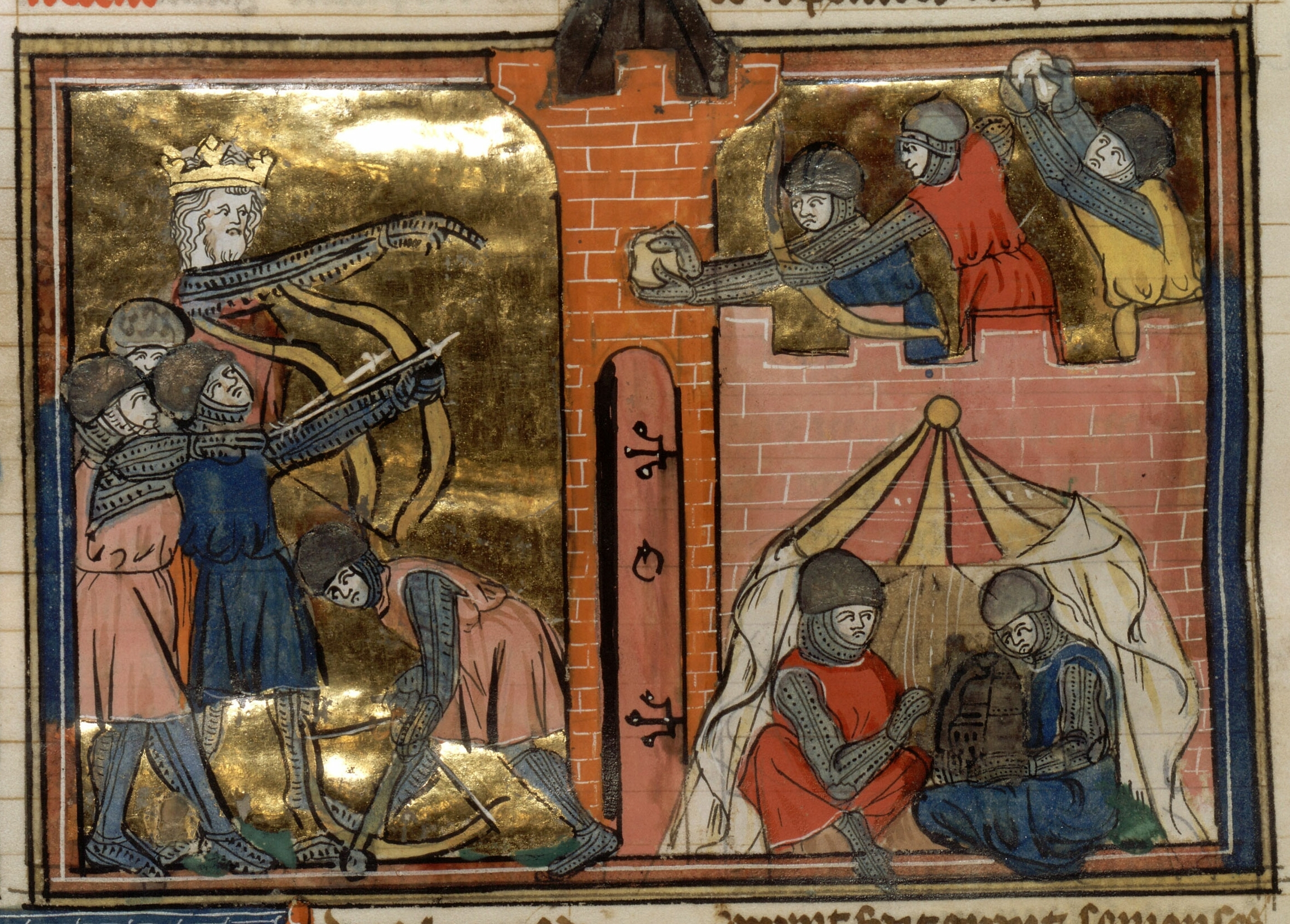
ژان دوم در حال هدایت نیروها طی محاصره شیزر، نگاره فرانسوی قرن ۱۴ میلادی

نیروهای انطاکیه و ادسا نسبت به یکدیگر و همچنین ژان بدگمان و ظنین بودند بنابراین خیچ یک نمی‌خواستند دیگری از مشارکت در این لشکرکشی سود ببرد. ریموند نیز می‌خواست انطاکیه را که شهری مسیحی بود حفظ کند چراکه حکمرانی بر شهرهایی همچون شیزر یا حلب، با جمعیت عمدتاً مسلمان که معرض حملهٔ مداوم زنگیان بود، جذابیتی برای وی نداشت. با چنین رویکرد و تمایلاتی در میان رهبران ارتش متحد بیزانس-فرانک‌ها در پیشبرد این محاصره، نیروهای امپراتوری کمک و همراهی چندانی از سمت متحدان خود طی این محاصره دریافت نکردند.
با این حال پس از برخی درگیری‌های مختصر و اولیه، ژان دوم نیروهای خود را بر اساس ملیت سربازانش به سه بخش تقسیم کرد: مقدونی‌ها (بیزانسی‌های بومی)؛ «کلت‌ها» (همان نورمن‌ها و دیگر فرانک‌ها)؛ و پچنگ‌ها (کوچ‌نشینان ترک استپ‌ها). هر بخش با سلاح‌ها و تجهیزات شاخص خود مجهز شد، و برای ترساندن مدافعان در برابر شهر به رژه درآمدند. اگرچه به گفته منابع مقارن، ژان با جدیت پیگیر لشکرکشی به سوریه و امور مرتبط به آن برای پیشبرد اهداف تعیین‌شده بود اما در مقابل متحدانش ریموند پواتیه و ژوسلین ادسا به جای کمک به پیشبرد محاصره، در اردوگاه خود مشغول تاس‌بازی و جشن و سرور بودند. بدین ترتیب بخاطر اعمال و رفتار آنها طی این لشکرکشی و محاصره، روحیه نیروهای متحد مسیحی تضعیف شد. سرزنش‌های امپراتور تنها می‌توانست دو شاهزاده را به اقدامی سرسری و نامنظم وادارد. منابع لاتین و مسلمان همچون اسامه بن منقذ نیز به انرژی و شجاعت شخصی ژان طی محاصره شیزر و این لشکرکشی اشاره کرده‌اند. ژان با کلاه‌خود طلایی هود، در تشویق سربازانش، نظارت بر ماشین‌های محاصره و پرداختن به امور مجروحان و زخمی‌ها فعال بود. دیوارهای شیزر نیز توسط منجنیق‌های نیروهای متحد به‌طور مکرر کوبیده می‌شد، به‌نحوی که اسامه بن منقذ چنین در این رابطه نقل می‌کند که یک گلوله پرتاب‌شده از سمت منجنیق و کشکنجیرهای نیروهای مسیحی به‌خصوص بیزانس می‌توانست به تنهایی یک خانه را به‌طور کامل تخریب و نابود سازد.
شهر شیرز پس از اندک زمانی تصرف شد، اما قلعه و دژ شهر در مقابل یورش نیروهای مسیحی مقاومت کرد چراکه توسط موانع طبیعی همچون صخره‌ها محافظت می‌شد، و نیروهای مدافع آن با تمام توان خود از آن در برابر هر یورشی دفاع می‌کردند. عمادالدین زنگی با تأخیر، پس از جمع‌آوری نیروهای کمکی، آنها عازم شیزر کرد تا به کمک نیروهای مدافع برسند. نیروهای کمکی از نظر نفرات کوچکتر از نیروهای متحد مسیحی بود اما ژان تمایل نداشت که ادوات محاصره خود را رها کرده و عازم درگیری مستقیم با نیروهای زنگی شود چراکه به متحدان خود اعتماد نداشت. در این نقطه، سلطان بن منقذ، امیر شیزر، پیشنهاد کرد که تابع ژان دوم شود، و ضمن پرداخت غرامت، به‌طور سالیانه به امپراتوری بیزانس خراج دهد. همچنین میزی مرصع به جواهرات و یک صلیب حکاکی‌شده که گفته می‌شد برای کنستانتین کبیر ساخته شده بود و در نبرد ملازگرد توسط ترکان سلجوقی از رومانوس چهارم دیوژن به غنیمت گرفته شده بود، به امپراتور بیزانس پیشنهاد کرد. ژان که از عملکرد و رفتار متحدانش ناخشنود بود، با اکراه پیشنهاد را پذیرفت تا در ۲۱ می، محاصره شیزر به پایان برسد.

## پس از محاصره و پیامدها

آناتولی و شامات در حدود سال ۱۱۴۰ میلادی.

نیروهای زنگی با نیروهای مسیحی که در حال بازگشت به سمت انطاکیه بودند درگیری‌های مختصر و پراکنده‌ای داشتند، اما به‌صورت مستقیم و همه‌جانبه در مقابل آنها قرار نگرفتند. ژان پس از بازگشت به انطاکیه، ورودی تشریفاتی به شهر داشت. با این حال، ریموند و ژوسلین برای به تأخیر انداختن واگذاری انطاکیه با امپراتور بیزانس توطئه کرده و با ایجاد ناآرامی‌های در میان مردمان، شهر را علیه ژان و جامعهٔ محلی یونانی برانگیختند. ژان که توسط مردمان در انطاکیه محاصره شده بود، زمانی که از یورش سلاجقه آناتولی به کیلیکیه آگاه شد، از خواسته خود برای کنترل انطاکیه دست کشید. با این حال، بر تجدید سوگند وفاداری ریموند و ژوسلین به خود و امپراتوری اصرار کرد. پیش از عزیمت، ژان به آنها گفت که با ارتش خود برای اجرای معاهداتش بازخواهد گشت. سپس انطاکیه را با قصد برخورد با نیروهای سلطان مسعود سلجوقی و متعاقباً بازگشت به قسطنطنیه ترک کرد. ژان چاره‌ای نداشت جز اینکه سوریه را با بلندپروازی‌هایی که تنها تا حدی محقق شده بود، ترک کند.
رویدادهای این لشکرکشی نشان داد که حاکمیتی که امپراتور بیزانس بر دولت‌های صلیبی که از ابتدا ادعا می‌کرد، با همه اعتباری که داشت، مزایای عملی محدودی داشت. لاتینی‌ها به واسطه قرار گرفتن دولت مسلمانان در آناتولی و دور شدن ارتباط با امپراتوری قسطنطنیه، تا حدودی از دعوی‌های بیزانس در امان ماندند. با این حال، هنگامی که قدرت نظامی بیزانس مستقیماً در منطقه ظاهر می‌شد، منافع شخصی و استقلال سیاسی مداوم آنها برایشان مهم‌تر از هر مزیت احتمالی بود که ممکن بود از همکاری با امپراتور برای آرمان مسیحیت در شامات به دست آید.
طبق گفتهٔ نیکتاس شونیتز، ژان دوم در سال ۱۱۴۲ با قصد تصرف مجدد انطاکیه و تحمیل حاکمیت مستقیم بیزانس بر سوریه به منطقه بازگشت، و انتظار داشت جمعیت مسیحی محلی سوری و ارمنی در حمایت از این لشکرکشی به او بپیوندند. اما مرگ ناگهانی او در بهار ۱۱۴۳ طی حادثه‌ای در حین شکار مانع از کامل‌شده لشکرکشی وی به سمت شامات شد. پسر و جانشین او، مانوئل یکم، نیروهای پدرش را برای تضمین حکومتش به قسطنطنیه فراخواند تا فرصت بیزانسی‌ها برای کنترل کامل انطاکیه از میان برود. به نظر مایکل آنگولد، مرگ ناگهانی ژان برای شاهزادگان لاتین بسیار به موقع بود، چراکه آنها در برابر او قادر به مقاومت نبودند یا با دشواری زیادی مواجه می‌شدند.